# Sernatropiella
Genre
Sernatropiella est un genre de collemboles de la famille des Neanuridae.

## Distribution
Les espèces de ce genre sont endémiques du Colombie.

## Liste des espèces
Selon Checklist of the Collembola of the World (version du 3 novembre 2019)) :
- Sernatropiella malkini (Arlé, 1981)
- Sernatropiella pinzonae Palacios-Vargas, 2019

## Publication originale
- Palacios-Vargas, 2019 : An extraordinary new genus and species of Pseudachorutinae (Collembola: Neanuridae) from Colombia. Zootaxa, no 4609(2), p. 373-387.